# Molino de viento Ayanz de aspas en tornillo

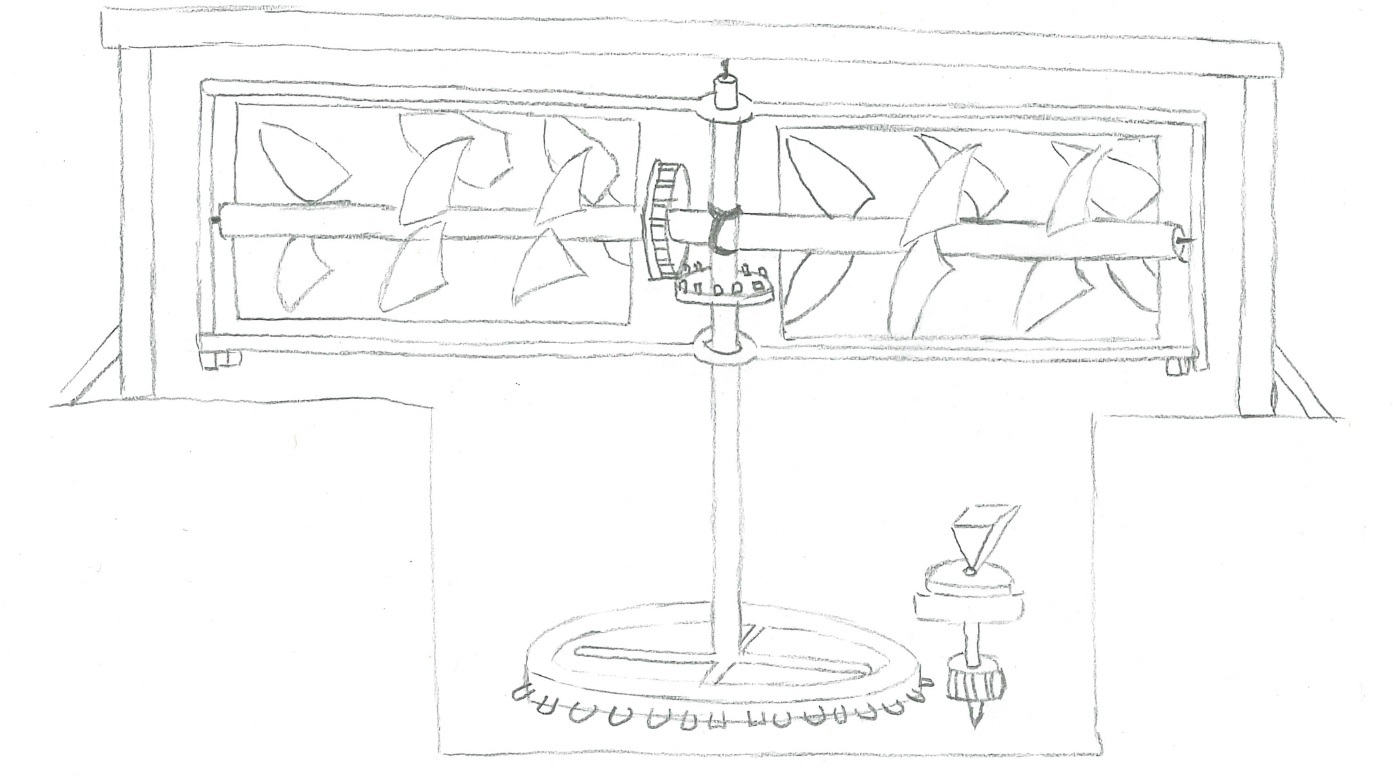
Reproducción dibujada a lápiz del Molino de viento Ayanz de aspas en tornillo. Para ver el dibujo originario de la patente, acudir a las referencias de este artículo.

El molino de viento Ayanz de aspas en tornillo, fue patentado el año 1606 por Jerónimo de Ayanz y Beaumont. Se trata de un molino de viento que convierte la fuerza del viento en par de rotación, por medio de su eje. Ayanz patentó este molino de viento, junto con otro molino de viento de eje vertical, el mismo año 1606. Ambos molinos de viento fueron concebidos originariamente para darles diversos usos; molienda de grano de cereal, para realizar riegos, para accionar fuelles y martinetes, u incluso otras cosas tal y como se expone en la patente.

## Funcionamiento
Es necesario destacar que el dibujo de la patente representa una especie de corte transversal del molino. Dependiendo de la dirección por la cual sople el viento, el aire entraría axialmente al eje horizontal al molino desde cualquiera de los flancos, el derecho o izquierdo. 
El aire se encauzaría por una especie de tambor o cerramiento, que abraza a las aspas helicoidales o en forma de tornillo del molino. Si el aire entra por la derecha, las aspas helicoidales del mismo lado girarían junto con las de la izquierda, todas en el mismo sentido. Lo mismo sucedería si el aire entrase por la izquierda, todas las aspas helicoidales girarían en el mismo sentido al unísono. El aire, según va pasando a través de las aspas, va perdiendo energía y, por tanto, velocidad. De este modo, las primeras aspas horizontales en ser movidas por el aire, generan mayor energía que las últimas, que se ven accionadas por un viento más debilitado. Una vez el aire entra por el cerramiento y hace girar las aspas helicoidales junto con su eje horizontal a las que están unidas de manera solidaria, el giro horizontal se transmite al eje vertical mediante un sistema de transmisión que se ubica en el centro del molino (transmisión de “linterna y rueda catalina” para ejes perpendiculares). Finalmente, el eje vertical accionaría la rueda del molino de molienda situada en la parte baja del eje vertical, u otro elemento como la bomba para mover agua, y realizaría la labor o trabajo práctico encomendado. Se interpreta de la patente, que todo el conjunto de aspas y cerramiento puede girar sobre su eje vertical central y por tanto, se puede orientar a la dirección por la cual sopla el viento.
Este molino de viento que funciona en base a un eje horizontal y que dispone de varias etapas de aspas en forma helicoidal, puede interpretarse como una versión primitiva de las actuales turbinas axiales. Podría afirmarse que el principio de funcionamiento básico es el mismo, así como la física y aerodinámica que describe su funcionamiento.
Cabe destacar, que tanto el funcionamiento como los detalles de este molino de viento pueden estar sujetos a varias interpretaciones. 

## Aspectos relevantes de la inventiva
Desde un punto de vista morfológico, quizás la inventiva primera o que más destaca en un primer análisis, radica en que Ayanz propuso unas aspas en forma de tornillo, o como hoy se denominarían, de forma helicoidal. No se dispone de evidencia documental alguna de que nadie antes hubiera utilizado unas aspas helicoidales en un molino de viento.
La inventiva aplicada a la forma de las aspas en un molino de viento, unidas al hecho de disponerlas en serie a lo largo de un mismo eje, junto con ubicarlas dentro de un cerramiento conductor para mejorar el flujo del aire, se puede afirmar que es otra inventiva destacada del molino patentado por Ayanz. Es de remarcar que este molino de viento, hace que nos recuerde a multitud de turbinas, hélices de barcos y a turbo-maquinas que se utilizan hoy en día.